# Benjamin Pratnemer
Benjamin Pratnemer (Maribor, 31 maart 1979) is een Sloveense darter.

## Carrière
In november 2018 schreef Pratnemer bij de World Darts Federation de Hungarian Classic en Hungarian Masters op zijn naam door in de finales respectievelijk de Hongaar János Végső en Roemeen Gabriel Pascaru te verslaan. Het jaar daarop behaalde hij op het BDO-hoofdtoernooi World Masters de laatste 32.
Door opnieuw Végső te verslaan in ditmaal de finale van het Oost-Europese kwalificatietoernooi voor het PDC World Darts Championship 2020, werd Pratnemer de tweede Sloveen die zich wist te kwalificeren voor een WK van de Professional Darts Corporation. In de eerste ronde werd hij uitgeloot tegen Justin Pipe. Pratnemer misste in hun duel drie wedstrijdpijlen, waardoor Pipe met een uitslag van 3-2 de overwinning greep.
In 2020 wist Pratnemer zich voor het eerst te kwalificeren voor een toernooi op de European Tour van de Professional Darts Corporation. Op het Belgian Darts Championship bleek Wesley Plaisier in de eerste ronde echter nipt te sterk.
Door bij de World Darts Federation het Slovenia Open te winnen, voegde de Sloveen in 2021 ten koste van landgenoot Silvo Javornik een nieuw toernooi toe aan zijn palmares. In 2022 volgde een overwinning op de Balaton Darts Masters, waarbij de Roemeen Laszlo Kadar in de finale aan de kant werd gezet. Datzelfde jaar won hij ook de eerste editie van het World Open door met 5-3 te winnen van de Hongkonger Kai Fan Leung. Op de World Masters strandde hij in de groepsfase.
In februari 2023 werd Pratnemer eerste op de Slovak Masters. In de finale was hij met 5-4 te sterk voor de Duitser Ole Holtkamp.

## Resultaten op wereldkampioenschappen

### PDC
- 2020: Laatste 96 (verloren van Justin Pipe met 2-3)

### WDF
- 2023: Laatste 48 (verloren van David Kirwan met 0-2)
- 2024: Laatste 32 (verloren van Carl Wilkinson met 0-3)